# Postojałyje Dwory
Postojałyje Dwory (ros. Постоялые Дворы) – wieś (ros. деревня, trb. dieriewnia) w zachodniej Rosji, w sielsowiecie winnikowskim rejonu kurskiego w obwodzie kurskim.

## Geografia
Miejscowość położona jest 3,5 km od centrum administracyjnego sielsowietu (1-je Winnikowo), 11 km na północny wschód od centrum administracyjnego rejonu (Kursk), 7 km od drogi federalnej R-298 (Kursk – Woroneż – R22 «Kaspij»; część europejskiej trasy E38).
We wsi znajduje się 65 posesji.
Klimat
Miejscowość, jak i cały rejon, znajduje się w strefie klimatu kontynentalnego z łagodnym ciepłym latem i równomiernie rozłożonymi opadami rocznymi (Dfb w klasyfikacji klimatów Köppena).

## Demografia
W 2010 r. wieś zamieszkiwały 74 osoby.